# 構想
| ウィキペディアには「構想」という見出しの百科事典記事はありません（タイトルに「構想」を含むページの一覧/「構想」で始まるページの一覧）。 代わりにウィクショナリーのページ「構想」が役に立つかもしれません。 |